# Чарновонси
Чарново̀нси (на полски: Czarnowąsy) е село в южна Полша, Ополско войводство, Ополски окръг, община Велки Добжен. Според Полската статистическа служба към 31 декември 2009 г. има 3198 жители.

## Местоположение
Селото се намира в географския макрорегион Силезка равнина, който е част от Централноевропейската равнина. Разположено е над река Мала Панев, близо до вливането и в Одра, край републикански път 454 и железопътна линия 277, на 7 km северозападно от общинския център Велки Добжен.